# Lądowisko Siemianowice Śląskie-SPZOZ Centrum Leczenia Oparzeń
Lądowisko Siemianowice Śląskie-SPZOZ Centrum Leczenia Oparzeń – lądowisko sanitarne w Siemianowicach Śląskich, w województwie śląskim, położone przy ulicy Jana Pawła II na dachu nowego oddziału Centrum Leczenia Oparzeń. Zostało ono oddane do użytku 7 listopada 2014 roku, a koszt budowy wyniósł 4,2 mln złotych. Przeznaczone jest do wykonywania startów i lądowań śmigłowców sanitarnych i ratowniczych w dzień i w nocy, o dopuszczalnej masie startowej do 5700 kg. Płyta lotniska ma średnicę 26,9 m, a wraz z odsłonami 30,12 m. Względem budynku szpitala wyniesiona jest na wysokość 23,25 m. 
Zarządzającym lądowiskiem jest SPZOZ Centrum Leczenia Oparzeń im. dr. Stanisława Sakiela w Siemianowicach Śląskich. W roku 2014 zostało wpisane do ewidencji lądowisk Urzędu Lotnictwa Cywilnego pod numerem 304.